# Heatseeker (videogioco 2007)
Heatseeker è un videogioco di simulazione aerea. È stato commercializzato per Wii, PlayStation 2 e PlayStation Portable.